# Missié GG
Missié GG (né Joseph Régis le 20 octobre 1977 aux Abymes en Guadeloupe) est un rappeur et artiste de kompa et dancehall. Il s'inspire d'artistes hip-hop américains, de deejays dancehall, mais également de Jacques Brel dont il apprécie les textes[réf. nécessaire]. Durant sa carrière, il n'accorde que très peu d'interviews.

## Biographie

### Jeunesse et débuts
Joseph est né aux Abymes en Guadeloupe. D’origine haïtienne, il est issu de la Maison de l'enfance (MDE) et est recueilli par une habitante de Lauricisque. Il confie son adolescence : « J'étais très sportif. J’ai pratiqué plusieurs sports, le basket, le tennis, le foot. Avec le recul je me dis que nous habitions un sacré quartier de bourgeois. Dans nos têtes, c’était un quartier pauvre, mais dans le fond, qui 
peut avoir terrain de foot, de tennis et de basket plus la voile, sous ses fenêtres à part un riche ? »
Il est influencé par les sons des Antilles incluant soca, zouk, jump-up, dancehall et hip-hop. Il fait ses armes musicales dans les sound systems, où il rencontre de jeunes DJ’s avant d’intégrer le groupe N’o Clan (clan des narrateurs omniscients), un collectif hip-hop créé par Skud et Kid Kurs, emblème du hip-hop guadeloupéen. C’est là qu’il rencontre son acolyte Riddla (qui commence sa carrière en parallèle à celle de Régis). Il apparaît alors sur quelques albums et compilations comme celle de DJ Moody Mike. Fuckly devient très rapidement l’un des fers de lance de ce groupe, et rejoint le label Riko Rekords, qui signe son premier album en 1999 avec à la programmation sur MPC2000, DJ Parrain. Concernant son nom de scène, il explique : « Je ne l’ai pas choisi, c’est mon quartier qui à force de m’entendre ponctuer tout mes mots d’un « F..k » m’a attribué ce surnom. »
En 1999, il publie son premier album intitulé Fuckly Is GGDN, qui marque l’entrée du jeune rappeur sur le marché du grand public,. Un départ remarquable par le nombre de vente ainsi que par les rotations médiatiques. Très rapidement, Fuckly continue à occuper les temps d’antenne avec la sortie de deux singles : La bande à Limbo et Batmania avec Riddla.
En juillet 2000, Fuckly participe au premier album du groupe N’o Clan, intitulé Lauri6 O. En mars 2002, il arrive à un tournant de sa carrière avec la publication de l’album L’indiscipliné, un vif succès et moment fort pour la Guadeloupe avec le titre An ni marre : pendant près de cinq minutes, Fuckly crie la souffrance de toute une île. L’indiscipliné ambitionne de dire tout haut ce que les autres pensent tout bas, et cela lui vaut les critiques mais aussi les applaudissements de certaines tranches d’âge. Il publie également un single en duo avec Supa Boo intitulé Playground.

### Suites
En 2004, Fuckly interprète Le loup sur la compilation Dis l’heure de Ragga Dance Hall initié par le rappeur Passi (Issap Production), et apporte son flow sur des titres Zouk avec Medhy Custos ainsi que Perle Lama.
En janvier 2005, c’est la sortie de son troisième album Sans commentaires. Fuckly met en avant plusieurs facettes du hip-hop et fait part de ses souffrances profondes et des indignations de la société guadeloupéenne. Peu, après il décide de modifier radicalement son style musical se dirigeant plus vers un style Kompa, une manière de montrer qu'il a muri musicalement mais aussi de rendre hommage à son pays d'origine Haïti. Il sort donc son premier single Doudou, diffusé à la radio et dans les boîtes de nuit des Antilles françaises, et parallèlement produit la chanteuse de zouk Laura sur le label Kompa Side. C'est là qu'il décide de se renommer Mister GG comme GGDN en référence à son célèbre morceau. En 2008, après une longue absence sur la scène commerciale, le chanteur réalise un come-back avec un album éponyme à son nouveau pseudo. Le premier titre extrait de ce disque est Chabine en featuring Stanisky et Patrice Hulman puis vient le titre Wonderful avec la chanteuse Fanny J. En 2009, Missié GG publie l'album G qui réunit tous ses tubes de rap. Le titre A tit' posthum servira de promotion pour le disque. En août 2009, il fait un concert dans la boîte de nuit Lakasa qui célèbre ses 10 ans de rap.
En 2011, Fuckly publie son collector. Avec les années, Fuckly continue ses recherches musicales, mûrit ses textes, et son expression scénique. En 2015, Fuckly explique qu'il sortira une biographie en deux tomes prévue pour 2017.

## Discographie

### Singles et compilations
- 2005 : Doudou (single)
- 2008 : Missié GG (EP)
- 2009 : G (CD best-of)
- 2015 - San Vou (feat. Dasha)
- 2017 - Madanm an mwen